# Slovenski inštitut za standardizacijo
Slovenski inštitut za standardizacijo (kratica SIST) je slovenski nacionalni organ za standarde, ki ga je ustanovila Republika Slovenija leta 1991. Pred tem je deloval v okviru Urada RS za standardizacijo in meroslovje (USM), sedaj Urada RS za meroslovje. Zaradi izločanja dejavnosti slovenske nacionalne standardizacije iz državne uprave se je USM reorganiziral v današnjem smislu.
Sedež Inštituta je v Ljubljani na Šmartinski cesti. 